# Tagliolo Monferrato
Tagliolo Monferrato – miejscowość i gmina we Włoszech, w regionie Piemont, w prowincji Alessandria.
Według danych na styczeń 2010 gminę zamieszkiwało 1566 osób przy gęstości zaludnienia 60,4 os./1 km².
Do gminy należą następujące miejscowości: Cherli Cadilana, Crocera, Gambina, Grossi, Mongiardino, Mongiardino di Tagliolo Monferrato, Pessino, Regione Bosi Berretta, Roveta, San Pietro-Caviggi, Varo i Villaggio Primavera.